# Quechan
|  | Per a altres significats, vegeu «quechans». |

El quechan, també coneguda com a yuma, és una llengua yuma parlada pels quechans al sud-est de Califòrnia i sud-oest d'Arizona a la baixa vall del riu Colorado i el Desert de Sonora. Pertany a la branca del riu del grup yuma, juntament amb la llengua mohave i la llengua maricopa. S'han publicat gramàtiques i texts en quechan.
El 1980 es va estimar que hi havia menys de 700 parlants de la llengua, incloent tant gent gran com joves. Hinton (1994:32) va fer una estimació conservadora del nombre de parlants en 150, i una estimació més oberta en 400-500. A partir de 2009 uns 93 nens en edat preescolar estaven aprenent quechan en el programa de conservació de la llengua de la tribu quechan, i el nombre de parlants fluids es va estimar en al voltant de 100. S'estava preparant un diccionari quechan.
Parlants de quechan participaren en la Yuman Family Language Summit, convocada cada any des de 2001. El 2010 es va estrenar el documental “Songs of the Colorado,” del director Daniel Golding, on s'executen cançons tradicionals en quechan. Golding va dir, "Les cançons estan cantades en l'idioma, així que si no estàs aprenent l'idioma, llavors no seràs capaç d'entendre les cançons ... en realitat hi ha paraules que expliquen històries ..."
Està disponible ajuda per als parlants de la llengua que desitgin votar a les eleccions del Comtat d'Imperial (Califòrnia) i del Comtat de Yuma (Arizona), sota la Secció 203 de la Llei de Drets Electorals.